# Armeniens herrlandslag i ishockey
Armeniens herrlandslag i ishockey representerar Armenien i ishockey för herrar.
Armenien debuterade i VM Div III på Island 2004 och förlorade samtliga sina fyra matcher mot Irland, hemmanationen Island, Mexiko och Turkiet. Laget gjorde bara totalt 2 mål och släppte in totalt 73 mål. Lagets första målskytt var Dmitri Khachatryan som gjordes i premiärmatchen mot Irland, där han gjorde 1-0 till Armenien men laget förlorade matchen med 1-15.
Året efter, VM Div III i Mexiko 2005, blev Armenien sist ännu en gång med förlust i samtliga sina fyra matcher mot Sydafrika, Irland, Luxemburg och mot hemmanationen Mexiko. Laget gjorde bara totalt 5 mål och släppte in totalt inte mindre än 142 mål! Även förlorade man sin största förlust här, mot hemmanationen Mexiko med hela 49-0.
År 2006, Div III på Island, kom dock Armeniens hittills största framgång. Man vann faktiskt två matcher och förlorade två. Första historiska VM-segern kom mot Irland med hela 6-0 och den andra segern kom mot Luxemburg med 10-6, där man vände ett 1-5 underläge. De två förlusterna kom mot Turkiet och mot hemmanationen Island. Laget gjorde totalt hela 23 mål och släppte bara in 19 mål, vilket var en riktigt bra framgång.
2007 var man inte med i VM på Irland utan man drog sig ur. Orsaken var att Armenien vägrade att skicka in passen på sina spelare till IIHF. Detta ledde till att Armenien tvingades kvala till Div III i Luxemburg året efter, mot Bosnien & Hercegovina och Grekland i Sarajevo, Bosnien. Kvalet blev ett misslyckande för Armenien som förlorade sin första och viktigaste kvalmatch mot Grekland med 8-5. Den andra matchen mot Bosnien & Hercegovina slutade med hela 18-1. Dock ströks resultaten mot dessa lag, på grund av att Armenien ännu en gång vägrade visa sina pass på sina spelare. Laget blev diskvalificerade och Grekland och Bosnien & Hercegovina vann på walk-over med 5-0 istället.
Armenien låg (2010) rankat som 49:e lag (sista plats) på IIHF:s världsrankinglista, men idag har Armenien ingen världsrankning på grund av inga godkända VM-resultat de senaste åren. Armenien är också avstängda på obestämd tid på grund av ytterligare passproblem och annat i samband med 2010.

## OS-turneringar
- 2006 - OS i Turin, Italien - deltog ej
- 2010 - OS i Vancouver, Kanada - deltog ej
- 2014 - OS i Sotji, Ryssland - deltog ej

## VM-turneringar
- 2004 - VM Division III i Island - sist (45:e plats), 4 matcher, 0 segrar, 0 oavgjorda, 4 förluster, 3 gjorda mål, 73 insläppta mål, 0 poäng.
- 2005 - VM Division III i Mexiko - sist (45:e plats), 4 matcher, 0 segrar, 0 oavgjorda, 4 förluster, 5 gjorda mål, 142 insläppta mål, 0 poäng.
- 2006 - VM Division III i Island - trea (43:e plats), 4 matcher, 2 segrar, 0 oavgjorda, 2 förluster, 23 gjorda mål, 19 insläppta mål, 4 poäng.
- 2007 - VM Division III i Irland - deltog inte
- 2008 - kval till VM Division III i Luxemburg - diskvalificerade på grund av vägran att visa pass på en del av deras spelare.
- 2009 - avstängd från VM-spel i ett år på grund av vägran att visa pass på en del av deras spelare i VM Division III kvalet till Luxemburg året innan.
- 2010 - VM Division III i Armenien (hemmaplan) - tvåa (silver)*, 4 matcher, 3 segrar, 1 förlust, 33 gjorda mål, 13 insläppta mål, 9 poäng. *Armenien vägrade visa passen på sina spelare och hade felaktiga uppgifter på en del USA-födda armeniska spelare. Därför räknas inte Armeniens resultat in i VM-statistiken.

## VM-statistik

### 2004-2006
| VM-Turneringar | Matcher | Segrar | Oavgjorda | Förluster | Gjorda mål | Insläppta mål | Poäng |
| -------------- | ------- | ------ | --------- | --------- | ---------- | ------------- | ----- |
| VM             | 0       | 0      | 0         | 0         | 0          | 0             | 0     |
| Division I     | 0       | 0      | 0         | 0         | 0          | 0             | 0     |
| Division II    | 0       | 0      | 0         | 0         | 0          | 0             | 0     |
| Division III   | 12      | 2      | 0         | 10        | 31         | 234           | 4     |

### 2007-
| VM-Turneringar | Matcher | Segrar | Förluster | Övertids-/Straffläggningssegrar | Övertids-/Straffläggningsförluster | Gjorda mål | Insläppta mål | Poäng |
| -------------- | ------- | ------ | --------- | ------------------------------- | ---------------------------------- | ---------- | ------------- | ----- |
| VM             | 0       | 0      | 0         | 0                               | 0                                  | 0          | 0             | 0     |
| Division I     | 0       | 0      | 0         | 0                               | 0                                  | 0          | 0             | 0     |
| Division II    | 0       | 0      | 0         | 0                               | 0                                  | 0          | 0             | 0     |
| Division III   | 0       | 0      | 0         | 0                               | 0                                  | 0          | 0             | 0     |

- ändrat poängsystem efter VM 2006, där seger ger 3 poäng istället för 2 och att matcherna får avgöras genom sudden death (övertid) och straffläggning vid oavgjort resultat i full tid. Vinnaren får där 2 poäng, förloraren 1 poäng.